# Paul Gillon
Paul Gillon (Parigi, 11 maggio 1926 – Amiens, 21 maggio 2011) è stato un fumettista francese.

## Biografia
Interessato di moda, cinema e teatro solo accidentalmente la sua carriera approda ai fumetti. Nella rivista Vaillant continua la vecchia serie Lynx Blanc e crea Fils de Chine e Cormoran. Dal 1959 al 1979 disegna 13, rue de l'espoir per France Soir e si occupa delle serie per il Journal de Mickey.
Insieme a Jean-Claude Forest il fumetto di fantascienza Les naufragés du temps e nella rivista L'Écho des savanes lavora al fumetto erotico La Survivante e Jéhanne.

## Premi
- Nel 1972 vince il Prix Phénix per Jérémie.
- Nel 1974 vince il Prix Phénix per Les Naufragés du temps.
- Nel 1978 vince il premio per il miglior artista francese al Festival international de la bande dessinée d'Angoulême.[2]
- Nel 1982 vince il Grand Prix de la ville d'Angoulême[3]
- Nel 1986 vince il Grand Prix di RTL per Au nom de tous les miens.
- Nel 1986 vince la targa speciale della giuria al Salone Internazionale dei Comics di Lucca.
- Nel 1998 vince il premio Yellow Kid al Salone Internazionale dei Comics di Roma.